# Laura Pascua
Laura Vanessa Grajales Pascua, född 21 december 2002 är en volleybollspelare (vänsterspiker).
Pascua spelar med Colombias landslag och har med dem tagit silver vid sydamerikanska mästerskapet 2021 och deltagit vid VM 2022. Hon har spelat med klubbar i Rumänien, Brasilien och Spanien.